# Pimentel (kommun)
Pimentel är en kommun i Dominikanska republiken. Den är belägen i provinsen Duarte, i den centrala delen av landet, 80 km norr om huvudstaden Santo Domingo. Antalet invånare i kommunen är cirka 18 000.
Terrängen i Pimentel är huvudsakligen platt, men norrut är den kuperad.
Tropiskt regnskogsklimat råder i trakten. Årsmedeltemperaturen i trakten är 24 °C. Den varmaste månaden är september, då medeltemperaturen är 25 °C, och den kallaste är januari, med 22 °C. Genomsnittlig årsnederbörd är 2 022 millimeter. Den regnigaste månaden är augusti, med i genomsnitt 271 mm nederbörd, och den torraste är februari, med 78 mm nederbörd.